# Saeed Al-Owairan
Saeed Al-Owairan (in arabo سعيد العويران‎?, Saʿīd al-ʿUwayrān; Riyad, 19 agosto 1967) è un ex calciatore saudita, di ruolo centrocampista.
Considerato uno dei migliori calciatori sauditi di ogni epoca, con la nazionale ha partecipato a due fasi finali del campionato mondiale di calcio e ha ottenuto il secondo posto alla Coppa d'Asia 1992 e alla Confederations Cup 1992.

## Carriera

### Club
Ha trascorso l'intera carriera nelle file dell'Al-Shabab, squadra di Riad, con cui ha vinto, tra l'altro, tre campionati sauditi (1990-1991, 1991-1992, 1992-1993) e per due volte è stato vice-campione nazionale, nel 1988-1989 e nel 1997-1998. Nel 1991-1992 fu capocannoniere del campionato saudita con 16 gol. Ha vinto il Pallone d'Oro asiatico nel 1994.

### Nazionale
Conta 50 presenze e 24 gol con la nazionale saudita, con cui ha partecipato a tre edizioni della Confederations Cup e a due edizioni del campionato del mondo, nel 1994 e il 1998. La sua partecipazione al campionato del mondo del 1994 è ricordata per il gol segnato nella partita del girone eliminatorio contro il Belgio, vinta dai sauditi col punteggio di 1-0. La rete, votata come la sesta più bella nella storia del campionato del mondo, fu realizzata al termine di una corsa palla al piede iniziata nella propria metà campo, superando 5 avversari e battendo Michel Preud'homme, che avrebbe poi vinto il premio di miglior estremo difensore del torneo. Il gol, segnato in una partita dominata dal caldo (43 gradi alle ore 12,30 del 29 giugno, al Robert F. Kennedy Memorial Stadium di Washington) si rivelò decisivo per qualificare la nazionale agli ottavi di finale, con l'Arabia Saudita che esordiva in un campionato del mondo.
Al ritorno in patria il giocatore fu accolto come un eroe e ricompensato lautamente dall'allora sovrano dell'Arabia Saudita Fahd, diventò il volto della pubblicità per Coca-Cola, Ford e Toyota e ospite abituale delle stazioni televisive saudite. Il successo e il denaro, però, portarono Al Owairan sulla strada degli eccessi e dei vizi, che gli costarono una condanna di tre anni di reclusione per essere stato sorpreso in un locale a luci rosse. Successivamente ottenne l'amnistia dallo stesso sovrano per poter giocare il campionato del mondo del 1998.

## Palmarès

### Club

#### Competizioni nazionali
- Coppa del Principe Faysal bin Fahd: 1

Al-Shabab: 1988-1989
- Campionato saudita: 3

Al-Shabab: 1990-1991, 1991-1992, 1992-1993
- Coppa del Principe della Corona saudita: 2

Al-Shabab: 1992-1993, 1998-1999
- Supercoppa araba: 2

Al-Shabab: 1996, 2001

#### Competizioni internazionali
- Coppa dei Campioni araba per club: 2

Al-Shabab: 1992, 1999
- Coppa dei Campioni del Golfo: 2

Al-Shabab: 1993, 1994
- Coppa delle Coppe dell'AFC: 1

Al-Shabab: 2000-2001

### Individuale
- Miglior marcatore internazionale dell'anno IFFHS: 1

1993
- Calciatore asiatico dell'anno: 1

1994